# Lophospermum chiapense
Lophospermum chiapense är en grobladsväxtart som beskrevs av W.J. Elisens. Lophospermum chiapense ingår i släktet Lophospermum och familjen grobladsväxter. Inga underarter finns listade i Catalogue of Life.